# Korsholms prosteri
Korsholms prosteri är ett prosteri inom Borgå stift i Finland. Tomi Tornberg är prosteriets kontraktsprost 1.1.2020 - 31.12.2023.

## Församlingar inom prosteriet
- Bergö församling
- Korsholms svenska församling
- Kvevlax församling
- Malax församling
- Petalax församling
- Replots församling
- Solfs församling
- Vasa svenska församling
- Vörå församling